# RNA antisenso

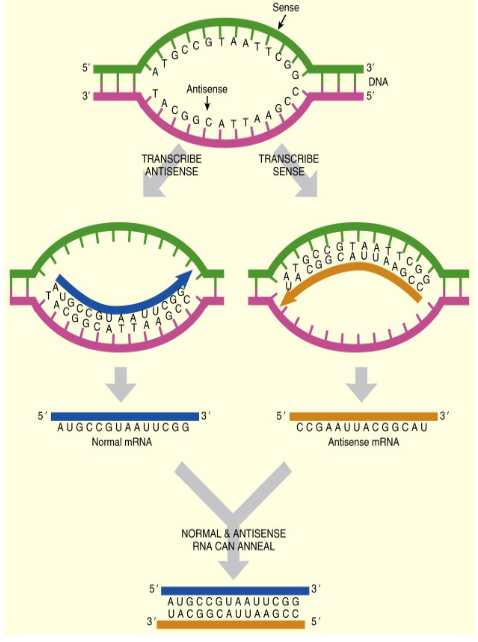
La trascrizione da entrambi filamenti di DNA genera due diverse molecole di RNA sulla sinistra mRNA e sulla destra l'RNA antisenso

Una sequenza di DNA è definita senso se la sua sequenza è la stessa del relativo mRNA. La sequenza posta sul filamento opposto è invece detta antisenso. Dal momento che le RNA polimerasi lavorano producendo una copia complementare, il filamento necessario per la trascrizione è l'antisenso. Sia nei procarioti che negli eucarioti vengono prodotte numerose molecole di RNA antisenso a partire dal filamento di senso. Il dogma centrale della genetica riporta che il DNA contiene l'informazione genetica, le proteine eseguono le funzioni biologiche mentre l'RNA agisce da ponte nella trasmissione dell'informazione genetica. Solo circa il 2% (20 000 geni) del DNA è tradotto in proteine, il restante 98% generato nelle cellule umane è RNA non codificante (ncRNA).
L'RNA antisenso (asRNA) rappresenta uno specifico tipo di ncRNA impiegato nella regolazione genetica a vari livelli nella cellula, come durante la trascrizione degli mRNA e la traduzione proteica. Strutturalmente sono molecole diffusibili non codificanti complementari all'mRNA. I trascritti antisenso possono essere classificati in base alla loro lunghezza in "Short" (<200 nucleotidi) e "Long" (>200 nucleotidi) ncRNA. La regolazione mediata dagli RNA antisenso fu osservata per la prima volta nel 1981 in maniera indipendente sia nei laboratori di Tomizawas che di Nordströms i quali stavano studiando la replicazione di due plasmidi di Escherichia coli, rispettivamente ColE1 e R1. Riportando l'esperienza di Tomizawas, esso con il proprio team osservò come la replicazione del plasmide ColE1 dipendesse dalla formazione di un RNA primer il cui precursore era funzionale solo se, durante la propria sintesi, assumeva una specifica struttura. L'interazione di un RNA antisenso col precursore dell'RNA primer inibisce la formazione della specifica struttura dalla quale dipende la funzionalità dell'RNA primer, di conseguenza quest'ultimo risulta non funzionale e dunque, anche la replicazione del plasmide ColE1 risulta inibita. Infatti, nella maggior parte dei casi, gli RNA antisenso svolgono la funzione di inibitori di mRNA. Il genoma dei mammiferi codifica per numerosi RNA antisenso ma la funzione di tali trascritti non è ancora ben chiara. Essi non sono inseribili in un unico gruppo di RNA regolatori ma appartengono a diverse categorie le quali possono condividere alcune caratteristiche. Recenti studi indicano che i trascritti antisenso sono in grado di effettuare una precisa regolazione genetica sia a livello trascrizionale sia post.

## Regolazione epigenetica: Interazione RNA antisenso-DNA
L'epigenetica è la branca della genetica che studia i cambiamenti fenotipici indotti da modificazioni chimiche del DNA. Uno dei ruoli attribuiti agli RNA antisenso è proprio la regolazione epigenetica della trascrizione, attraverso metilazioni, modificazioni della cromatina e l'espressione monoallelica, come nel caso dell'Inattivazione del cromosoma X. Il modello proposto di interazione RNA-DNA vede l'RNA antisenso neo-formato capace di interagire, direttamente o indirettamente, con l'enzima DNA-metiltransferasi (DMT) guidando la metilazione del DNA, che porta all'inibizione della trascrizione del RNA di senso. In alternativa l'RNA antisenso può reclutare HMEs (histone-modifying enzymes) modificando la cromatina.

### Metilazione del DNA
La metilazione del DNA può indurre una regolazione negativa a lungo termine di uno specifico gene. La repressione dell'attività di specifiche proteine indotta dalla metilazione mediata da RNA antisenso è stata osservata in numerose malattie. In caso di alfa-talessemia, una patologia del sangue caratterizzata dalla riduzione dei livelli di emoglobina, il gene HBA1 (hemoglobin alpha1) risulta inibito da un trascritto anomalo derivante dal gene Luc7-like che agisce come RNA antisenso diretto contro HBA1, ne induce la metilazione del promotore e di conseguenza ne blocca la trascrizione

### Modificazione degli istoni
Nelle cellule eucariotiche il DNA è impacchettato dagli istoni. Modificazioni dirette sugli istoni possono modificare l'attività degli istoni inducendo possibili cambiamenti nell'espressione genica. Le conseguenze delle metilazioni sugli istoni dipendono dal contesto ma, in generale, inducono repressione genica. Evidenze suggeriscono che la metilazione degli istoni può essere indotta dagli RNA antisenso. Ad esempio, ANRIL, (non-coding RNA antisenso nel locus di INK4) oltre alla capacità d indurre metilazioni nel DNA può indurre la repressione di geni vicini (attività locale) come CDKN2A reclutando il complesso PRC2 (polycomb repressive complex 2) il quale induce metilazione. Un altro clAssico esempio è l'inattivazione del cormosoma X mediata da XIST (X-inactive specific transcript), un ncRNA presente sul cromosoma x che rappresenta uno dei principali effettori dell'inattivazione dell'X.

### Regolazione co-trascrizionale
Gli RNA antisenso possono regolare l'espressione genetica dopo l'inizio della trascrizione interferendo con essa durante il processo di sintesi dell'mRNA. Uno meccanismo di regolazione sembra essere la "collisione" tra le due RNA polimerasi che rispettivamente stanno effettuando la trascrizione del filamento di senso e antisenso la quale porta alla terminazione del processo. Sebbene la collisione delle RNA polimerasi sia un evento molto improbabile nelle trascrizioni deboli, ovvero quelle che partono da promotori deboli (i promotori deboli vengono così definii in quanto la trascrizione dei suddetti avviene una volta ogni 2 minuti circa, mentre i forti vengono trascritti nell'ordine dei secondi. La “forza” del promotore è correlata alla maggiore o minore similitudine delle sequenze che sono localizzate a -10 ed a -35 rispetto al “consensus”), la sua probabilità sembra aumentare all'aumentare di collisioni che avvengono durante la trascrizione di sequenze con promotori forti. Un esempio è la repressione della trascrizione del gene IME4 operata dall'RNA antisenso RME2. Un altro modo di influenzare la trascrizione in maniera co-trascrizionale influenzare lo splicing splicng. Ad esempio, l'mRNA di Zinc finger E-box-binding homeobox 2 (ZEB2) ha diverse isoforme, alcune più efficienti a livello trascrizionale.Una caratteristica che garantisce efficienza è la presenza di una sequenza IRES in un introne all'estremità 5', per cui deve essere mantenuto durante lo splicing. Grazie all'espressione dell'RNA antisenso di ZEB2 viene evitato il taglio di tale introne in quanto va a mascherare il sito di splicing mantenendo così la sequenza IRES nell'mRNA. In aggiunta gli RNAantisenso possono indurre la sintesi di un'isoforma di mRNA in maniera splicing-indipendente ad esempio possono indurre la formazione di mRNA con siti di terminazione differenti.

### Regolazione post-trascrizionale
La modulazione post-trascrizionale degli RNA antisenso avviene quando un mRNA viene attaccato in maniera diretta da un RNA antisenso complementare. Come abbiamo descritto nella cis-regolazione un l'appaiamento di un RNA antisenso con un mRNA può indurre il blocco dell'entrata nel ribosoma e la degradazione ribonucleasi H-dipendente.

## Classificazione[8]
I trascritti antisenso possono essere classificati in base a diversi criteri, come ad esempio origine, modalità di azione, lunghezza, stabilità e perfino le specie nelle quali sono espressi. Tali RNA vengono trascritti da promotori indipendenti i quali possono essere sia promotori bidirezionali o criptici (ossia che normalmente non vengono utilizzati come promotori, le strutture che originano da tali promotori hanno solitamente una funzione sconosciuta). In base al loro orientamento rispetto al gene che li accoglie possono essere ulteriormente classificati come head-to-head, tail-to-tail o interni, quest'ultimi sono quei trascritti coperti interamente dal trascritti di senso. Gli RNA antisenso possono espletare la propria funzione sia localmente che distalmente, sia in cis che in tran.
Con regolazione cis si intende qualunque fenomeno regolativo diretto da una sequenza di DNA che influenza l'attività solo ed esclusivamente delle sequenze di DNA fisicamente contigua ad essa. Ad esempio una sequenza cis-agente è l'operatore, il cui legame con vari attivatori o repressori influenza l'attività di uno specifico promotore. La regolazione in trans invece vede un prodotto proteico (di solito) diffusibile che esercita la sua funzione su qualunque sequenza di DNA target da questo riconosciuta. Per esempio gli attivatori e i coattivatori. L'azione in cis dei tali RNA può avvenire sia localmente, come ad esempio interferendo con promotori specifici, oppure distalmente, andando ad agire sugli enhencer. Anche la regolazione trans può avvenire sia localmente che distalmente, nel primo caso un esempio è il caso di un RNA antisenso in grado di influenzare l'allele dal quale esso ha origine. Nel secondo caso come esempio possiamo riportare un RNA antisenso capace di influenzare altri geni. In base alla lunghezza gli RNA antiseseno sono suddivisi in short (<200) e long (>200) ncRNA mentre in basa alla stabilità sono intuitivamente suddivisi in RNA stabili ed instabili

## Short ncRNA
Gli Short ncRNA (SncRNA) sono RNA antisenso con meno di 200nucelotidi. Essi sono suddivisi in small interfering RNA (siRNA), microRNA (miRNA) and piwi-interacting RNA (piRNA)

## Long ncRNA
I Long ncRNA (lncRNA) sono RNA antisenso con più di 200 nucelotidi ed includono long intergenic non-coding RNA (lincRNA), natural antisense transcript (NAT), transcribed ultraconserved region (T-UCR) e pseudogeni non codificanti.